# American Hockey League 1951-1952
La stagione 1951-1952 è stata la 16ª edizione della American Hockey League, la più importante lega minore nordamericana di hockey su ghiaccio. Il calendario della stagione regolare venne ridotto fino a 68 partite. La stagione vide al via nove formazioni e al termine dei playoff i Pittsburgh Hornets conquistarono la loro prima Calder Cup sconfiggendo i Providence Reds 4-2.

## Modifiche
- Gli Springfield Indians si trasferirono a Syracuse, nello stato di New York, e assunsero il nome di Syracuse Warriors.

## Stagione regolare

### Classifiche
East Division
|  | Pos. | Squadra           | Pt | G  | V  | S  | N | GF  | GS  | DR  |
|  | ---- | ----------------- | -- | -- | -- | -- | - | --- | --- | --- |
|  | 1.   | Hershey Bears     | 75 | 68 | 35 | 28 | 5 | 256 | 215 | +41 |
|  | 2.   | Providence Reds   | 67 | 68 | 32 | 33 | 3 | 263 | 270 | -7  |
|  | 3.   | Buffalo Bisons    | 60 | 68 | 28 | 36 | 4 | 230 | 298 | -68 |
|  | 4.   | Syracuse Warriors | 51 | 68 | 25 | 42 | 1 | 211 | 272 | -61 |

West Division
|  | Pos. | Squadra               | Pt | G  | V  | S  | N | GF  | GS  | DR  |
|  | ---- | --------------------- | -- | -- | -- | -- | - | --- | --- | --- |
|  | 1.   | Pittsburgh Hornets    | 95 | 68 | 46 | 19 | 3 | 267 | 179 | +88 |
|  | 2.   | Cleveland Barons      | 93 | 68 | 44 | 19 | 5 | 265 | 166 | +99 |
|  | 3.   | Cincinnati Mohawks    | 64 | 68 | 29 | 33 | 6 | 183 | 228 | -45 |
|  | 4.   | St. Louis Flyers      | 57 | 68 | 28 | 39 | 1 | 256 | 262 | -6  |
|  | 5.   | Indianapolis Capitals | 50 | 68 | 22 | 40 | 6 | 232 | 273 | -41 |

Legenda:

      Ammesse ai Playoff
Note:

Due punti a vittoria, un punto a pareggio, zero a sconfitta.

### Statistiche
Classifica marcatori
| Giocatore       | Squadra               | PG | Gol | Assist | Punti |
| --------------- | --------------------- | -- | --- | ------ | ----- |
| Ray Powell      | Providence Reds       | 67 | 35  | 62     | 97    |
| Steve Wochy     | Cleveland Barons      | 68 | 37  | 41     | 78    |
| Ab DeMarco      | Buffalo Bisons        | 67 | 28  | 49     | 77    |
| Jackie Hamilton | St. Louis Flyers      | 67 | 27  | 50     | 77    |
| Barry Sullivan  | Providence Reds       | 61 | 25  | 47     | 72    |
| Kelly Burnett   | Syracuse Warriors     | 68 | 25  | 43     | 68    |
| Earl Reibel     | Indianapolis Capitals | 68 | 33  | 34     | 67    |
| Grant Warwick   | Buffalo Bisons        | 55 | 24  | 41     | 65    |
| Jean-Paul Gladu | Providence Reds       | 66 | 31  | 33     | 64    |
| Bob Hassard     | Pittsburgh Hornets    | 67 | 18  | 46     | 64    |
|                 |                       |    |     |        |       |

Classifica portieri
| Giocatore      | Squadra            | PG | MGS  |  |
| -------------- | ------------------ | -- | ---- |  |
| Johnny Bower   | Cleveland Barons   | 68 | 2.43 |  |
| Gilles Mayer   | Pittsburgh Hornets | 68 | 2.57 |  |
| Gordon Henry   | Hershey Bears      | 68 | 3.10 |  |
| Emile Francis  | Cincinnati Mohawks | 51 | 3.18 |  |
| Harvey Bennett | Providence Reds    | 47 | 3.40 |  |
|                |                    |    |      |  |

## Playoff
|  | Primo turno | Primo turno        | Primo turno        |                    |                 | Semifinali      | Semifinali    | Semifinali |  |  | Calder Cup | Calder Cup | Calder Cup |  |
|  |             |                    |                    |                    |                 |                 |               |            |  |  |            |            |            |  |
|  |             |                    |                    |                    |                 | E1              | Hershey Bears | 1          |  |  |            |            |            |  |
|  |             |                    |                    |                    |                 | E1              | Hershey Bears | 1          |  |  |            |            |            |  |
|  |             |                    | W1                 | Pittsburgh Hornets | 4               |                 |               |            |  |  |            |            |            |  |
|  |             |                    |                    | Pittsburgh Hornets | 4               |                 |               |            |  |  |            |            |            |  |
|  |             |                    |                    |                    |                 |                 |               |            |  |  |            |            |            |  |
|  |             |                    |                    |                    |                 |                 |               |            |  |  |            |            |            |  |
|  |             | Pittsburgh Hornets | Pittsburgh Hornets | 4                  |                 |                 |               |            |  |  |            |            |            |  |
|  |             |                    |                    |                    |                 |                 |               |            |  |  |            |            |            |  |
|  |             |                    | Providence Reds    | Providence Reds    | 2               |                 |               |            |  |  |            |            |            |  |
|  | E2          | Providence Reds    | Providence Reds    | Providence Reds    | 2               | 3               |               |            |  |  |            |            |            |  |
|  | E2          | Providence Reds    |                    |                    |                 |                 |               |            |  |  |            |            |            |  |
|  | W2          | Cleveland Barons   | 2                  |                    |                 |                 |               |            |  |  |            |            |            |  |
|  | W2          | Cleveland Barons   | 2                  |                    | Providence Reds | Providence Reds | 3             |            |  |  |            |            |            |  |
|  |             |                    |                    |                    | Providence Reds | Providence Reds | 3             |            |  |  |            |            |            |  |
|  |             |                    | Cincinnati Mohawks | Cincinnati Mohawks | 1               |                 |               |            |  |  |            |            |            |  |
|  | E3          | Buffalo Bisons     | Cincinnati Mohawks | Cincinnati Mohawks | 1               | 0               |               |            |  |  |            |            |            |  |
|  | E3          | Buffalo Bisons     |                    |                    |                 |                 |               |            |  |  |            |            |            |  |
|  | W3          | Cincinnati Mohawks | 3                  |                    |                 |                 |               |            |  |  |            |            |            |  |

## Premi AHL
- Calder Cup: Pittsburgh Hornets
- F. G. "Teddy" Oke Trophy: Pittsburgh Hornets
- Carl Liscombe Trophy: Ray Powell (Providence Reds)
- Dudley "Red" Garrett Memorial Award: Earl Reibel (Indianapolis Capitals)
- Harry "Hap" Holmes Memorial Award: Johnny Bower (Cleveland Barons)
- Les Cunningham Award: Ray Powell (Providence Reds)

### Vincitori
| Pittsburgh Hornets | Portiere: Gilles Mayer Difensori: Pete Backor, Leo Boivin, Tim Horton, Frank Mathers, Frank Sullivan Attaccanti: Andy Barbe, Chuck Blair, Bill Ezinicki, Gord Hannigan, Ray Hannigan, Bob Hassard, Phil Maloney, John McLellan, Rudy Migay, Bob Solinger Allenatore: King Clancy |

### AHL All-Star Team
First All-Star Team
- Attaccanti: Enio Sclisizzi • Ray Powell • Steve Wochy
- Difensori: Frank Mathers • Tim Horton
- Portiere: Johnny Bower

Second All-Star Team
- Attaccanti: Jackie Hamilton • Buddy O'Connor • Barry Sullivan
- Difensori: Tom Williams • Eddie Reigle
- Portiere: Gordon Henry